# Mtsjeta
Mtsjeta (en georgiano: მცხეთა) es una ciudad en el centro de Georgia, ubicada en el sur de la región de Mtsjeta-Mtianeti, siendo su capital y la del municipio homónimo. Se trata de una de las ciudades más antiguas de Georgia y la Unesco incluyó los Monumentos históricos de Mtsjeta en la lista del Patrimonio de la Humanidad en 1994.

## Geografía
Mtsjeta está ubicada en la confluencia de los ríos Kurá y Aragvi,  

## Historia
El conjunto de iglesias históricas de la que fuera antigua capital del reino de Georgia, entre los siglos III a. C. y V d. C., constituye un buen ejemplo de arquitectura medieval en el Cáucaso y un testimonio excepcional sobre el alto grado de desarrollo artístico de este reino. En Mtsjeta, los georgianos aceptaron el cristianismo en 317 y aún es sede de la Iglesia ortodoxa y apostólica georgiana.
El marino y militar español Juan van Halen, que tomó parte en 1820 en la Guerra del Cáucaso, escribió en su libro Dos años en Rusia que este bello lugar fue elegido por uno de los descendientes de Noé para fundar Mtsjeta por su proximidad al monte Ararat.

Mshet, que se pronuncia Mesget, es la primitiva capital del antiquísimo Kurtchistán (hoy Georgia)... por espacio de veinte siglos, hasta que uno de los tzares de este país descubrió en una partida de caza a diez verstás de esta ciudad un nacimiento de aguas minerales, causa de la población de Twilis, o baños calientes, de donde procede corrompido el nombre de Tiflis... Según las tradiciones, los más próximos descendientes de Noé, especialmente Mshet, lo escogieron para su residencia, no menos por lo delicioso del sitio, que por su posición. Dista cincuenta leguas del monte Ararat.

En 1994 fue incluida por la Unesco en la lista del Patrimonio de la Humanidad.

## Demografía
La evolución demográfica de Mtsjeta entre 1926 y 2022 fue la siguiente:
| 1487                                            | 3077 | 7131 | 7051 | 6860 | 9588 | 7718 | 7940 | 7478 |
| (Fuente: Population of Georgia in Soviet times) |      |      |      |      |      |      |      |      |

Históricamente, la población de Mtsjeta ha sido mayoritariamente georgiana. 
|              | 1959      | 1959       | 2014      | 2014       |
| Grupo étnico | Población | Porcentaje | Población | Porcentaje |
| ------------ | --------- | ---------- | --------- | ---------- |
| Georgianos   | 4743      | 65,7%      | 7661      | 96,47%     |
| Rusos        | 1108      | 15,3%      | 61        | 0,77%      |
| Osetios      | 291       | 4,0%       | 60        | 0,76%      |
| Armenios     | 587       | 8,1%       | 57        | 0,72%      |
| Yazidíes     | -         | -          | 36        | 0,45%      |
| Ucranianos   | 183       | 2,5 %      | 32        | 0,40%      |
| Azeríes      | 74        | 1%         | 10        | 0,13%      |
| Griegos      | 38        | 0,5%       | 4         | 0,05%      |
| Asirios      | -         | -          | 2         | 0,03%      |
| Kurdos       | 51        | 0,7%       | -         | -          |
| Judíos       | 9         | 0,1%       | -         | -          |
| Total        | 7219      | 100%       | 7940      | 100%       |

## Monumentos
En Mtsjeta se encuentran varios de los monumentos más significativos de la arquitectura cristiana de Georgia siendo de gran importancia histórica en el desarrollo de la arquitectura medieval del Cáucaso:
- Catedral de Svetitsjoveli (siglo XI).
- Monasterio de Jvari (siglo VI).
- Iglesia del monasterio de Samtavro (siglos IV y XI).

Debido a la necesidad de un plan de restauración por el alarmante deterioro de grabados y frescos, el Comité de la Unesco decidió incluirlo en 2009 en la lista de Patrimonio de la Humanidad en peligro.
Otro lugar destacado en la ciudad es el cementerio de Samtavro.

## Galería

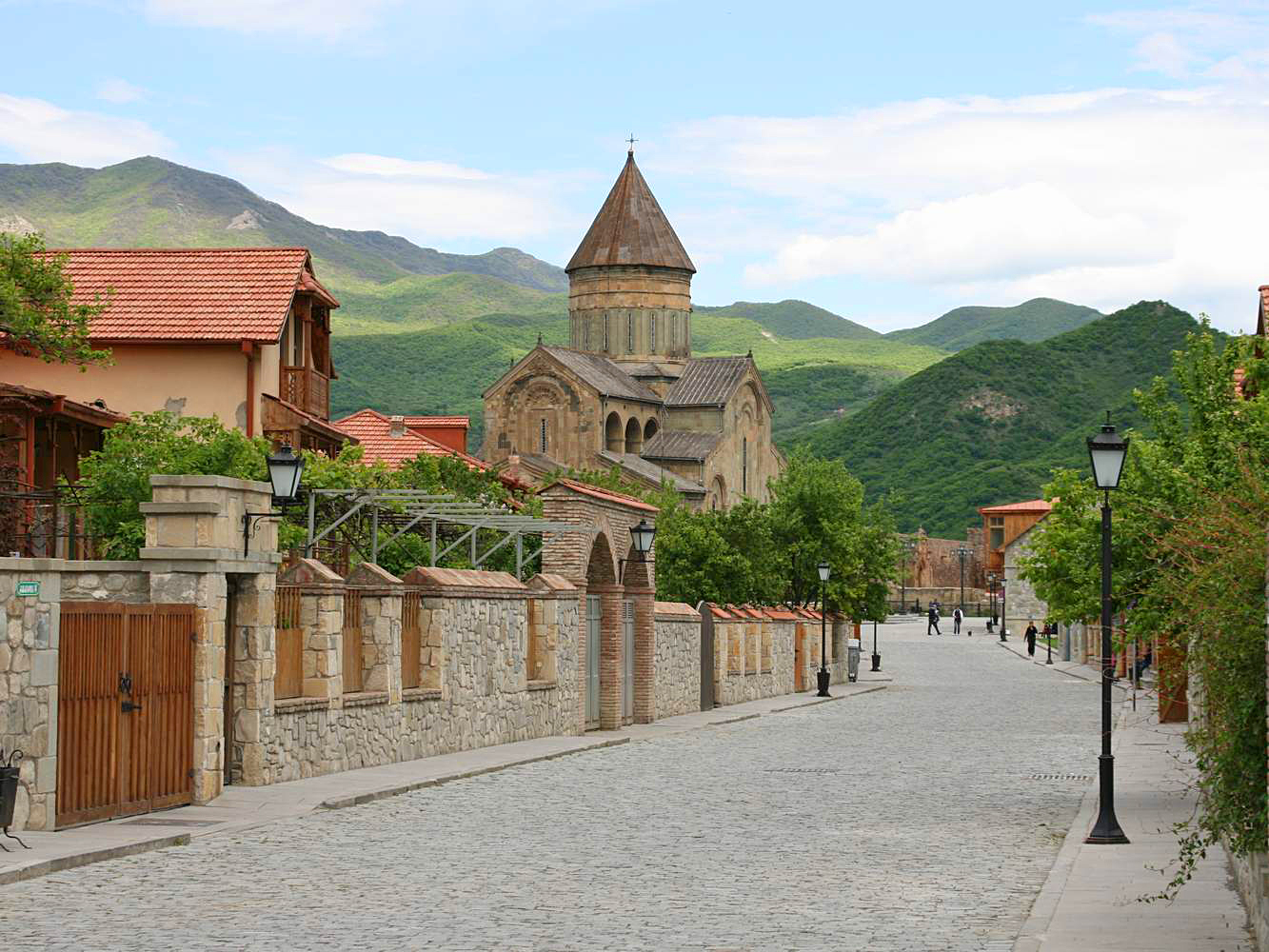
Catedral de Svetitsjoveli
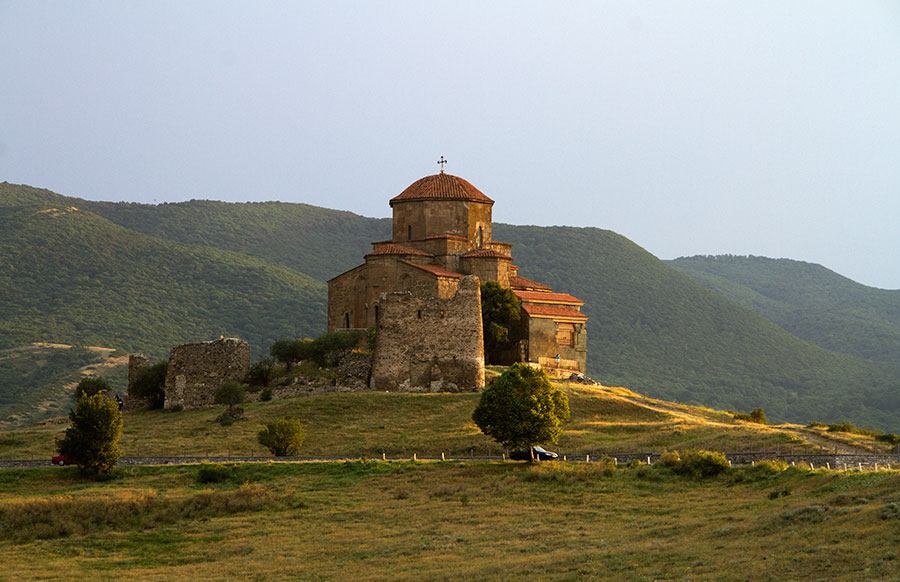
Monasterio de Jvari

## Ciudades hermanadas
Mtsjeta mantiene un hermanamiento de ciudades con:
- Echmiadzin, Armenia.
- Leuville-sur-Orge, Francia.
- Argos, Grecia.[6]